# Kula u Podacima
Kula u mjestu Podacima, općina Gradac, zaštićeno kulturno dobro.

## Opis dobra
Na istočnom ulazu u selo Podaca sagrađena je kula za obranu od Turaka i pod njom manji obrambeni podzid. Najstariji prikaz kule datiran je u 1666. godinu. Kula nepravilnog tlocrta građena je lomljenim kamenom u mortu. Unutrašnjost kule ima bačvasti svod kroz koji se izlazilo na gornju etažu, te tragove drvene međukatne konstrukcije. Na oplošju kule je niz puškarnica u više nivoa, a na sjevernom pročelju je mašikula na kamenim konzolama. Na jugu su manja vrata u kamenim pragovima. Kula nije sačuvana u punoj visini.

## Zaštita
Pod oznakom Z-5467 zavedena je kao nepokretno kulturno dobro - pojedinačno, pravna statusa zaštićena kulturnog dobra, klasificirano kao "vojne i obrambene građevine".